# Raimund I. Roger (Carcassonne)
Raimund I. Roger (franz: Raymond Roger, okzit: Ramon Roger) († um 1011) war ein Graf von Carcassonne. Er war der älteste Sohn von Graf Roger I. dem Alten und dessen Ehefrau Adeleis.
Der Graf wird oft als Raimund Roger I. geführt, weshalb auch sein Enkelsohn Graf Roger III. aufgrund des gleichen Geburtsnamens Raimund Roger II. genannt wird.
Raimund Roger wurde vermutlich noch zu Lebzeiten seines Vaters von diesem mit einer Mitherrschaft über Carcassonne bedacht. Da aber Raimund Roger vor seinem Vater starb, traten seine Söhne das Erbe Rogers des Alten an.

## Ehe und Nachkommen
Graf Raimund Roger war verheiratet mit Garsinde (Garsendis), der Erbtochter von Wilhelm II. Vizegraf von Béziers und Agde. Beider Kinder waren:
- Peter Raimund († um 1061), Graf eines Teils von Carcassonne, Vizegraf von Béziers und Agde
- Wilhelm Raimund († 1034), Graf eines Teils von Carcassonne